# هوراس ودارد
هوراس ودارد (بالإنجليزية: Horace Woodard)‏ هو منتج أفلام ومونتير ومصور سينمائي وكاتب سيناريو أمريكي، ولد في 18 أغسطس 1904 في مدينة سولت ليك في الولايات المتحدة، وتوفي في 20 أبريل 1973 في لوس أنجلوس في الولايات المتحدة.

## وصلات خارجية
- هوراس ودارد على موقع IMDb (الإنجليزية)
- هوراس ودارد على موقع أول موفي (الإنجليزية)
- هوراس ودارد على موقع قاعدة بيانات الأفلام السويدية (السويدية)
- هوراس ودارد على موقع قاعدة بيانات الفيلم (الإنجليزية)
- هوراس ودارد على موقع كينوبويسك (الروسية)